# Kenneth Kluivert
Kenneth Ramon Kluivert (Moengo; 26 de agosto de 1941) es un exfutbolista surinamés que jugaba como delantero. Es padre del exfutbolista neerlandés Patrick Kluivert y abuelo del futbolista Justin Kluivert.

## Palmarés

### Títulos nacionales
| Título         | Equipo    | País    | Año  |
| -------------- | --------- | ------- | ---- |
| Eerste Divisie | Robinhood | Surinam | 1964 |